# Station Kermt-Dorp
Station Kermt-Dorp is een voormalig spoorweghalte langs de Belgische spoorlijn 35 (Leuven - Aarschot - Hasselt) in Kermt, een deelgemeente van de stad Hasselt.
In 1899 werd er in de dorpskern van Kermt een stopplaats geopend. Het beheer ervan gebeurde vanuit het station Kermt-Statie dat 1,5 kilometer oostwaarts ervan lag. In 1904 werd de stopplaats opgewaardeerd tot spoorweghalte maar in 1922 werd het terug een gewone stopplaats. In 1957 volgde de sluiting ervan.
0,0: Leuven ·
3,8: Holsbeek ·
6,0: Putkapel ·
7,1: Rotselaar ·
9,1: Wezemaal ·
12,3: Gelrode ·
15,5: Aarschot ·
19,3: Langdorp ·
25,2: Testelt ·
28,1: Zichem ·
33,2: Diest ·
38,5: Zelem ·
41,1: Linkhout ·
43,2: Schulen ·
46,5: Spalbeek ·
48,3: Kermt-Dorp ·
49,9: Kermt-Statie ·
53,8: Hasselt